# Elme glasbruk
Elme glasbruk var ett glasbruk som låg i Älmhults kommun i Kronobergs län. Elme glasbruk var verksamt mellan 1917 och 1970. Det revs 1980. 
Glasbruket bildades 1917 under direktiv av nämnvärda styrelsemedlemmar så som direktör Hans Hanse och Gustaf Dahlén. En av de tidiga mest kända formgivarna knutna till glasbruket var Edvin Ollers, som revolutionerade design och produktion vid bruket. Elme glasbruk har under åren tillverkat allt från handblåsta pokaler till stora serier av pressglas.